# Enthylacus trivinctus
Enthylacus trivinctus là một loài chân đều trong họ Cryptoniscidae. Loài này được Pérez miêu tả khoa học năm 1920.